# OR4F4
Olfaktorni receptor 4F4 je protein koji je kod ljudi kodiran OR4F4 genom.
Olfaktorni receptori formiraju interakcije sa molekulima mirisa u nosu, čime se inicira neuronski respons koji izaziva percepciju mirisa. Oni su odgovorni za prepoznavanje i G proteinima posredovanu transdukciju mirisnih signala. Proteini olfaktornih receptora su članovi velike familije G protein spregnutih receptora (GPCR). Poput mnogih receptora za neurotransmitere i hormone, olfaktorni receptori imaju strukturu 7-transmembranskog domena. Oni su kodirani genima sa jednim eksonom. Geni olfaktornih receptora su najveća familija genoma. Nomenklatura gena i proteina olfaktornih receptora je nezavisna od drugih organizama.

## Literatura
- Trask BJ; Friedman C; Martin-Gallardo A;  . (1998). „Members of the olfactory receptor gene family are contained in large blocks of DNA duplicated polymorphically near the ends of human chromosomes.”. Hum. Mol. Genet. 7 (1): 13—26. PMID 9384599. doi:10.1093/hmg/7.1.13.
- Mefford HC; Linardopoulou E; Coil D;  . (2002). „Comparative sequencing of a multicopy subtelomeric region containing olfactory receptor genes reveals multiple interactions between non-homologous chromosomes.”. Hum. Mol. Genet. 10 (21): 2363—72. PMID 11689483. doi:10.1093/hmg/10.21.2363.
- Linardopoulou E; Mefford HC; Nguyen O;  . (2002). „Transcriptional activity of multiple copies of a subtelomerically located olfactory receptor gene that is polymorphic in number and location.”. Hum. Mol. Genet. 10 (21): 2373—83. PMID 11689484. doi:10.1093/hmg/10.21.2373.
- Fuchs T; Malecova B; Linhart C;  . (2003). „DEFOG: a practical scheme for deciphering families of genes.”. Genomics. 80 (3): 295—302. PMID 12213199. doi:10.1006/geno.2002.6830.
- Malnic B, Godfrey PA, Buck LB (2004). „The human olfactory receptor gene family.”. Proc. Natl. Acad. Sci. U.S.A. 101 (8): 2584—9. PMC 356993 . PMID 14983052. doi:10.1073/pnas.0307882100.

## Spoljašnje veze
- OR4F4+protein,+human на 